# Jeonnam Dragons Football Club
Il Jeonnam Dragons Football Club è una società calcistica sudcoreana.
Fondata nel 1995 come Chunnam Dragons Football Club, la società mantanne tale denominazione fino al 6 gennaio 2014, quando assunse ufficialmente il nome di Jeonnam Dragons Football Club.

## Denominazione
- Dal 1995 al 2014: Chunnam Dragons Football Club
- Dal 2014: Jeonnam Dragons Football Club

## Rosa 2017
| N. |                          | Ruolo | Calciatore     |
| -- | ------------------------ | ----- | -------------- |
| 1  | Corea del Sud (bandiera) | P     | Min-Hyuk Lim   |
| 2  | Corea del Sud (bandiera) | D     | Choi Hyo-Jin   |
| 3  | Corea del Sud (bandiera) | D     | Lee Seul-Chan  |
| 4  | Corea del Sud (bandiera) | D     | Kim Jun-su     |
| 5  | Corea del Sud (bandiera) | D     | Ko Tae-won     |
| 6  | Corea del Sud (bandiera) | D     | Yeon Jei-min   |
| 7  | Corea del Sud (bandiera) | C     | Song Chang-ho  |
| 8  | Croazia (bandiera)       | C     | Vedran Jugović |
| 9  | Australia (bandiera)     | D     | Nick Ansell    |
| 10 | Brasile (bandiera)       | A     | Jair           |
| 12 | Corea del Sud (bandiera) | D     | Park Dae-han   |
| 13 | Corea del Sud (bandiera) | D     | Hyun Young-Min |
| 14 | Corea del Sud (bandiera) | C     | Kim Young-uk   |
| 15 | Corea del Sud (bandiera) | C     | Kim Hyeon-tae  |
| 16 | Corea del Sud (bandiera) | C     | Han Chan-hee   |

| N. |                          | Ruolo | Calciatore      |
| -- | ------------------------ | ----- | --------------- |
| 17 | Corea del Sud (bandiera) | D     | Lee Ji-Nam      |
| 18 | Corea del Sud (bandiera) | A     | Bae Chun-suk    |
| 19 | Corea del Sud (bandiera) | C     | Heo Yong-joon   |
| 20 | Corea del Sud (bandiera) | P     | Lee Ho-seung    |
| 21 | Corea del Sud (bandiera) | P     | Dae-Han Park    |
| 22 | Corea del Sud (bandiera) | D     | Cho Jae-hyun    |
| 23 | Corea del Sud (bandiera) | D     | Yang Joon-a     |
| 24 | Corea del Sud (bandiera) | D     | Kyung-jae Kim   |
| 25 | Corea del Sud (bandiera) | C     | Han Ji-won      |
| 26 | Corea del Sud (bandiera) | A     | Sung-Ju Kim     |
| 27 | Corea del Sud (bandiera) | D     | You-Hyeon Lee   |
| 28 | Australia (bandiera)     | D     | Tomislav Mrčela |
| 77 | Corea del Sud (bandiera) | C     | Kim Jae-Sung    |
|    | Corea del Sud (bandiera) | A     | Kim Seong-joo   |

## Palmarès

### Competizioni nazionali
- Coppa della Corea del Sud: 4

1997, 2006, 2007, 2021

### Altri piazzamenti
- K League 1:

Secondo posto: 1997
Terzo posto: 1999, 2004
- Coppa della Corea del Sud:

Finalista: 2003
Semifinalista: 2018
- Korean League Cup:

Finalista: 1997, 2000, 2008
- Coppa delle Coppe dell'AFC:

Finalista: 1998-1999